# Jarrett Jack
Jarrett Jack (ur. 28 października 1983 w Fort Washington) – amerykański koszykarz, grający na pozycji rozgrywającego, po zakończeniu kariery zawodniczej trener koszykarski, od 2023 asystent trenera Detroit Pistons.

## College
Po szkole średniej Jack zdecydował się na grę na uczelni Georgia Institute of Technology w zespole Georgia Tech Yellow Jackets. Jako drugoroczniak, ze statystykami na poziomie 12,5 punktów i 5,1 asysty, pomógł drużynie dojść do finału turnieju NCAA. W swoim trzecim, ostatnim roku na studiach notował średnio 15,5 punktu, 4,8 zbiórki i 4,5 asysty na mecz.

## NBA
Jack zdecydował się na opuszczenie ostatniego roku nauki i przystąpienie do draftu 2005, w którym z 22 numerem został wybrany przez Denver Nuggets. Został jednak szybko wymieniony do Portland Trail Blazers w zamian za Linasa Kleizę i Ricky'ego Sancheza.
W pierwszym sezonie na parkietach NBA, Jack był zmiennikiem Steve'a Blake'a i Sebastiana Telfaira, grając przez to niewiele. Wraz z odejściem obu tych zawodników w trakcie przerwy międzysezonowej w 2006 roku, Jack został przesunięty do pierwszej piątki, zdobywając w tym sezonie średnio 12 punktów i 5,3 asysty. Jednak powrót do drużyny Blake'a w sezonie 2007/08, sprawił, że Jack większość meczów w tych rozgrywkach rozpoczynał na ławce rezerwowych.
9 lipca 2008 Jack, wraz z Joshem McRobertsem i wyborem w drafcie 2008, został wymieniony do Indiany Pacers za Ike Diogu i Jerryda Baylessa.
13 lipca 2009, Jack, jako wolny agent, podpisał czteroletnią umowę z Toronto Raptors. Pacers mieli siedem dni na wyrównanie oferty, jednak tego uczynili. 
20 listopada 2010, Jack, Marcus Banks i David Andersen zostali wytransferowani do New Orleans Hornets w zamian za Peję Stojaković'a i Jerryda Baylessa. 
11 lipca 2012, Jack został wymieniony do Golden State Warriors w wymianie między trzema klubami. 22 stycznia 2013, przeciwko San Antonio Spurs, Jack zanotował double-double z 30 punktami i 10 asystami; został pierwszym zawodnikiem, od występu Magica Johnsona w 1996 roku, który zanotował takie statystyki wychodząc z ławki rezerwowych. Na koniec sezonu, w głosowaniu na najlepszego rezerwowego NBA, Jack zajął trzecie miejsce, przegrywając jedynie z J.R. Smithem i Jamalem Crawfordem
10 lipca 2013, Jack, jako wolny agent, podpisał czteroletnią umowę opiewającą na 26 milionów dolarów z drużyną Cleveland Cavaliers. 10 lipca 2014, w ramach wymiany trzech klubów, trafił do Brooklyn Nets. 
15 lipca 2016 podpisał umowę z zespołem Atlanty Hawks. 20 października został zwolniony z powodu kontuzji. 24 lutego 2017 podpisał 10-dniowy kontrakt z New Orleans Pelicans. 15 września został zawodnikiem New York Knicks. 19 września 2018 dołączył do New Orleans Pelicans. 13 października został zwolniony.
7 sierpnia 2021 został asystentem trenera Phoenix Suns. 16 czerwca 2023 dołączył do sztabu Detroit Pistons.

## Osiągnięcia
Na podstawie, o ile nie zaznaczono inaczej.
NCAA
- Wicemistrz NCAA (2004)
- Uczestnik turnieju NCAA (2004, 2005)
- Zaliczony do:
  - II składu:
    - konferencji Atlantic Coast (ACC – 2005)
    - turnieju ACC (2005)

  - III składu ACC (2004)

NBA
- Lider play-off w skuteczności rzutów wolnych (2015 - wspólnie z O.J-em Mayo i Patrickiem Millsem)[20]

Indywidualne
- Lider G-League w skuteczności rzutów wolnych (2020)[21]

## Statystyki
Na podstawie Basketball-Reference.com (ang.)

Stan na koniec sezonu 2017/18

### Sezon regularny
| Sezon   | Drużyna      | M   | S5  | MPG  | FG%   | 3P%   | FT%   | RPG | APG | SPG | BPG | PPG  |
| ------- | ------------ | --- | --- | ---- | ----- | ----- | ----- | --- | --- | --- | --- | ---- |
| 2005/06 | Portland     | 79  | 4   | 20,2 | 44,2% | 26,3% | 80,0% | 2,0 | 2,8 | 0,5 | 0,0 | 6,7  |
| 2006/07 | Portland     | 79  | 79  | 33,6 | 45,4% | 35,0% | 87,1% | 2,6 | 5,3 | 1,1 | 0,1 | 12,0 |
| 2007/08 | Portland     | 82  | 16  | 27,2 | 43,1% | 34,2% | 86,7% | 2,9 | 3,8 | 0,7 | 0,0 | 9,9  |
| 2008/09 | Indiana      | 82  | 53  | 33,1 | 45,3% | 35,3% | 85,2% | 3,4 | 4,1 | 1,1 | 0,2 | 13,1 |
| 2009/10 | Toronto      | 82  | 43  | 27,4 | 48,1% | 41,2% | 84,2% | 2,7 | 5,0 | 0,7 | 0,1 | 11,4 |
| 2010/11 | Toronto      | 13  | 13  | 26,7 | 39,3% | 16,7% | 87,0% | 3,2 | 4,5 | 1,1 | 0,0 | 10,8 |
| 2010/11 | New Orleans  | 70  | 2   | 19,6 | 41,2% | 34,5% | 84,5% | 1,9 | 2,6 | 0,6 | 0,1 | 8,5  |
| 2011/12 | New Orleans  | 45  | 39  | 34,0 | 45,6% | 34,8% | 87,2% | 3,9 | 6,3 | 0,7 | 0,2 | 15,6 |
| 2012/13 | Golden State | 79  | 4   | 29,7 | 45,2% | 40,4% | 84,3% | 3,1 | 5,6 | 0,8 | 0,1 | 12,9 |
| 2013/14 | Cleveland    | 80  | 31  | 28,2 | 41,0% | 34,1% | 83,9% | 2,8 | 4,1 | 0,7 | 0,3 | 9,5  |
| 2014/15 | Brooklyn     | 80  | 27  | 28,0 | 43,9% | 26,7% | 88,1% | 3,1 | 4,7 | 0,9 | 0,2 | 12,0 |
| 2015/16 | Brooklyn     | 32  | 32  | 32,1 | 39,1% | 30,4% | 89,3% | 4,3 | 7,4 | 1,1 | 0,2 | 12,8 |
| 2016/17 | New Orleans  | 2   | 0   | 16,5 | 66,7% | 0,0%  | 100%  | 0,0 | 2,5 | 1,0 | 0,0 | 3,0  |
| 2017/18 | New York     | 62  | 56  | 25,0 | 42,7% | 29,1% | 84,0% | 3,1 | 5,6 | 0,6 | 0,1 | 7,5  |
| Razem   |              | 867 | 399 | 27,8 | 44,0% | 34,3% | 85,5% | 2,9 | 4,6 | 0,8 | 0,1 | 10,8 |

### Play-offy
| Sezon | Drużyna      | M  | S5 | MPG  | FG%   | 3P%   | FT%    | RPG | APG | SPG | BPG | PPG  |
| ----- | ------------ | -- | -- | ---- | ----- | ----- | ------ | --- | --- | --- | --- | ---- |
| 2011  | New Orleans  | 6  | 0  | 18,5 | 35,3% | 0,0%  | 68,8%  | 2,5 | 2,2 | 0,2 | 0,2 | 5,8  |
| 2013  | Golden State | 12 | 4  | 35,5 | 50,6% | 29,2% | 89,6%  | 4,4 | 4,7 | 0,9 | 0,3 | 17,2 |
| 2015  | Brooklyn     | 6  | 0  | 25,5 | 51,9% | 33,3% | 100,0% | 4,2 | 4,5 | 1,2 | 0,2 | 12,3 |
| Razem |              | 24 | 4  | 28,8 | 48,8% | 27,3% | 87,0%  | 3,9 | 4,0 | 0,8 | 0,3 | 13,1 |